# TVR Comunicaciones
TVR Comunicaciones es un grupo radiofónico con presencia en la ciudad de Celaya, Guanajuato, México, llamado oficialmente "60 años de ser la radio en Celaya".

## Historia.
El sábado 22 de junio de 1963 es inaugurada la emisora XEFG-AM Señal 84 en la frecuencia del 840 de Amplitud Modulada por el presidente municipal de Celaya el ingeniero Antonio Chaurán Huerta, así como su concesionario el Ing. René Olivares Gascón y su esposa la señora Anita Ramos de Olivares. Esta emisora transmitía desde el edificio Salgado justo frente a la bola de Celaya.
El 4 de julio de 1967 la segunda emisora de este grupo, la XEOF-AM La Rancherita del Bajio es inaugurada en la ciudad de Cortazar, Guanajuato, transmitiendo desde el 1510 de Amplitud Modulada. Posteriormente Señal 84 se transforma en Radio Juventud uno de los mejores conceptos de la ciudad de Celaya, Guanajuato que se mantuvo al aire durante casi 25 años.
A finales de la década de los 70's, las emisoras de este grupo se integran en alianza con la XERE-AM Radio Cañón y la XEAF-AM La Super AF a Grupo ACIR Celaya. En 1982 la concesión de la emisora XHOZ-FM Estéreo Amistad, es otorgada al ingeniero René Olivares Gascón, estableciéndola en la ciudad de Querétaro en alianza con el primero con grupo Desarrollo Radiofónico y después con Grupo ACIR Querétaro, ampliando de esta manera la cobertura de sus estaciones.
En 1996 la alianza con Grupo ACIR Celaya llega a su fin, siendo el 2 de abril de 1996 cuando surge Grupo Teleradio 'La radio más fuerte', renovando además sus conceptos: XEFG-AM Radio Juventud se transformó en La Pachanga 840 AM, XEOF-AM La OF Mexicana se convirtió en Estéreo Carnaval y la XEZN-AM y su formato combo XHZN-FM se integró a este grupo como Stereo Digital para darle continuidad al proyecto que se tenía en Querétaro con la XHOZ-FM que fue vendida a Corporación Multimundo.
Desde el 1 de junio de 2007 se inicia una alianza con MVS Radio, al transformar la señal de la XHZN-FM Digital 104.5 FM en Exa 104.5 FM, que al igual que 11 años atrás retomaba el concepto que la XHOZ-FM de Querétaro había dejado de transmitir.
A través de los años la evolución ha continuado y es en 2011 cuando las emisoras de Amplitud Modulada evolucionan a formatos en Frecuencia Modulada siendo primero el 15 de marzo de 2011 cuando surge XHEFG-AM La Pachanga 89.1 FM y el 4 de abril de 2011 la XHEOF-FM Hit 101.9 FM.
El 12 de septiembre reafirmando su relación con MVS Radio, la señal de la Pachanga 89.1 FM se transforma en La Mejor FM, obedeciendo a los nuevos tiempos y conceptos musicales.
En julio de 2015 Stereorey deja de emitirse en 101.9 FM. En su lugar ocupa Radio Juventud.